# Въстание
Въстание (изписване до 1945 година: възстание) е организирана, открита и въоръжена акция на дадена съпротивителна групировка срещу властта на правителството.
В световен мащаб едно от най-известните въстания е робското въстание на Спартак в Древен Рим.

## Известни въстания в България
Априлско въстание –
Владайско въстание (Войнишко въстание) –
Илинденско-Преображенско въстание –
Тиквешко въстание –
Охридско-Дебърско въстание –
Моравско въстание –
Септемврийско въстание –
Старозагорско въстание –
Чипровско въстание –
Първо търновско въстание –
Второ търновско въстание –
Юнско въстание

### По-малко известни въстания в България
- Селски бунт в Дуранкулак и Шабла (1900 г. - срещу данък десятък, въведен от правителството на Тодор Иванчов, 4000 души избити)